# دامپیر، استرالیای غربی
دامپیر (به انگلیسی: Dampier) یک شهرک در استرالیا است که در City of Karratha واقع شده‌است.